# تام بک
تام بک(به آلمانی: Tom Beck) (متولد ۲۶ فوریه ۱۹۷۸ در نورنبرگ) بازیگر و خواننده آلمانی است. از فعالیت‌های او بازی در سریال مشهور هشدار برای کبرا ۱۱ است.
او ۷۶ اپیزود در این سریال بازی کرده است و دارای دو آلبوم به نام‌های SUPERFICIAL ANIMAL و AMARICANIZED است.
بک در نورنبرگ بزرگ شده است. او دیپلم خود را در سال ۱۹۹۸ گرفته و در سال ۱۹۹۹ وارد آکادمی تئاتر بایرنی مونیخ شد و دوره کارآموزی بازیگری خود را در رشته موزیکال ادامه داد و در سال ۲۰۰۳ فارغ‌التحصیل شد. او آموزش موسیقی و رقص را دیده است.

### شخصی‌ها
او در سال ۲۰۱۵ با بازیگر آلمانی‌تبار کریسانتی کاواسی آشنا شد و در سال ۲۰۱۸ با وی ازدواج کرد. آنها در ۹ نوامبر سال ۲۰۱۹ صاحب یک فرزند پسر شدند.